# BRUZZ (radiostation)
BRUZZ is een Belgische niet-commerciële, sociale en culturele radiozender die zich richt op het Brussels Hoofdstedelijk Gewest. Het station zendt uit op 98,8 MHz en is te ontvangen tot in Leuven, Mechelen en Aalst. De redactie zit in het Flageygebouw in Elsene en maakt deel uit van het mediahuis BRUZZ met ook geschreven media en televisie.
BRUZZ wordt volledig structureel gesubsidieerd door de Vlaamse Gemeenschap en richt zich tot Brusselaars, de bewoners van de Vlaamse Rand en de '"Brusselgebruikers". De programmering poogt de verscheidenheid van de stad te reflecteren en wil
- informeren over de sociale, politieke en culturele actualiteit in de stad;
- actief deelnemen aan het leven in de stad;
- Nederlandstalige initiatieven ondersteunen;
- kleinschalige projecten die leven onder de inwoners aan bod laten komen;
- een brug slaan naar andere culturen en andere taalgemeenschappen.

## Geschiedenis
In 2000 werd FM Brussel gelanceerd als studentenradio verbonden aan het RITCS en evolueerde naar een professionele Nederlandstalige stadsradio, die 24 uur per dag uitzendt. Op 19 december 2003 kreeg de zender een licentie voor 9 jaar.
In maart 2014 werd de radiozender samen met TV Brussel, Brussel Deze Week, AGENDA en brusselnieuws.be opgenomen in de vzw Vlaams-Brusselse Media. Op 9 juni 2015 werd bekendgemaakt om FM Brussel stop te zetten als onderdeel van een hervormingsoperatie. Er kwam hevige kritiek op die beslissing, van zowel binnen als buiten het bedrijf. De hervorming werd kort daarna minstens tijdelijk ongedaan gemaakt en de CEO van de Vlaams-Brusselse Media werd ontslagen.
Sinds 20 april 2016 gaat FM Brussel door het leven als BRUZZ. Het radiostation deelt de naam met een regionale televisiezender (vroeger TV Brussel), een stadskrant met magazine en een nieuwswebsite (vroeger brusselnieuws.be).

## Huidige presentatoren
- Bram Van De Velde
- Manon Kerkhofs
- Séverine Champeaux
- Gunnar Cheyns
- Robbe Petitjean[6]
- Gailor Kiaku[7]

- Luana Difficile
- Celine De Mulder
- Amanda Smets
- Jordy Mellaerts
- Thaïs Van Burm
- Daan De Witte
- Amélie Ngira
- Mourad Baaiz
- Adam Russell

## (Bekende) ex-presentatoren
- Anneke Hermans
- Bruno Op de Beek (tot 2014)
- Liesbeth Bernolet
- Lotte Van Den Bogaert
- Lara Gerris
- Tom Coninx
- Yasmina El Messaoudi
- Annabelle Van Nieuwenhuyse

- Jeroen Roppe
- Nadia Scheys
- Chantal De Smedt
- Johan De Smet
- Jimmy Verrijt
- Xavier Taveirne
- Kim Ponsaerts
- Filip Van der Elst